# Lille Metropole 2009
Lille Metropole 2009 – mityng lekkoatletyczny, który odbył się 30 czerwca we francuskim mieście Villeneuve-d’Ascq. Zawody zaliczane były do cyklu World Athletics Tour i posiadały rangę Area Permit Meetings.

## Rezultaty

### Mężczyźni
| Konkurencja        | 1. miejsce                         | 1. miejsce | 2. miejsce         | 2. miejsce | 3. miejsce          | 3. miejsce |
| ------------------ | ---------------------------------- | ---------- | ------------------ | ---------- | ------------------- | ---------- |
| 100 m              | Stéphan Buckland                   | 10,15      | Craig Pickering    | 10,23      | Brendan Christian   | 10,24      |
| 200 m              | Stéphan Buckland Brendan Christian | 20,33      |                    |            | Brian Dzingai       | 20,65      |
| 400 m              | Gary Kikaya                        | 45,30      | Leslie Djhone      | 45,47      | Sean Wroe           | 45,76      |
| 1500 m             | Mahiedine Mekhissi-Benabbad        | 3:36,22    | Bouabdellah Tahri  | 3:36,40    | Collins Cheboi      | 3:36,82    |
| 10 000 m           | Imane Merga                        | 27:33,87   | Tilahun Regassa    | 27:38,13   | Abebe Dinkesa       | 27:40,85   |
| 110 m przez płotki | Ladji Doucouré                     | 13,62      | Damien Broothaerts | 13,67      | Samuel Coco-Viloin  | 13,71      |
| Chód na 5000 m     | Yohann Diniz                       | 18:38,12   | Benjamin Kuciński  | 19:37,89   | Cedric Houssaye     | 20:17,25   |
| Skok w dal         | Salim Sdiri                        | 8,17       | Mitchell Watt      | 8,15       | Marcin Starzak      | 8,00       |
| Pchnięcie kulą     | Yves Niaré                         | 19,47      | Gaëtan Bucki       | 19,27      | Jurij Białou        | 19,21      |
| Rzut oszczepem     | Ainārs Kovals                      | 82,47      | Igor Janik         | 81,56      | Ołeksandr Pjatnycia | 81,26      |

### Kobiety
| Konkurencja        | 1. miejsce            | 1. miejsce | 2. miejsce            | 2. miejsce | 3. miejsce               | 3. miejsce |
| ------------------ | --------------------- | ---------- | --------------------- | ---------- | ------------------------ | ---------- |
| 100 m              | Vida Anim             | 11,32      | Emily Freeman         | 11,42      | Natalja Murinowicz       | 11,47      |
| 200 m              | Emily Freeman         | 22,79      | Muriel Hurtis-Houairi | 23,37      | Joice Maduaka            | 23,43      |
| 3000 m             | Meskerem Assefa       | 8:46,37    | Sule Utura            | 8:46,52    | Iness Chepkesis Chenonge | 8:48,09    |
| 100 m przez płotki | Cindy Billaud         | 12,97      | Fabiane dos Santos    | 13,26      | Andrea Miller            | 13,31      |
| Skok wzwyż         | Wiktorija Klugina     | 1,95       | Irina Gordiejewa      | 1,92       | Deirdre Ryan             | 1,89       |
| Skok o tyczce      | Aleksandra Kiriaszowa | 4,62       | Tatjana Połnowa       | 4,55       | Kristina Gadschiew       | 4,45       |
| Rzut dyskiem       | Nicoleta Grasu        | 63,04      | Żaneta Glanc          | 61,82      | Natalija Fokina-Semenowa | 61,53      |